# اچ‌ام‌اس ایگل (آر۰۵)
اچ‌ام‌اس ایگل (آر۰۵) (به انگلیسی: HMS Eagle (R05)) یک کشتی بود که طول آن ۸۱۱٫۸ فوت (۲۴۷٫۴ متر) بود. این کشتی در سال ۱۹۴۶ ساخته شد.